# Načelnik Imperialnega generalštaba
Načelnik Imperialnega generalštaba (angleško Chief of the Imperial General Staff; kratica CIGS) je bil naziv profesionalne vodje Britanske kopenske vojske med letoma 1908 in 1964. Predhodno so uporabljali naziv vrhovni poveljnik sil <--Commander-in-Chief of the Forces--> (med drugim so tudi nekaj časa uporabljali Načelnik generalštaba ). Od leta 1964 je v uporabi naziv Načelnik generalštaba.

## Načelniki Imperialnega generalštaba
- Feldmaršal Sir William Nicholson 1908-1912
- Feldmaršal Sir John French 1912-1914
- General Sir Charles Douglas 1914
- General Sir James Murray 1914-1915
- General Sir Archibald Murray 1915
- General Sir William Robertson 1915-1918
- Feldmaršal Sir Henry Wilson 1918-1922
- General Frederick Lambart, 10th Earl of Cavan 1922-1926
- Feldmaršal Sir George Milne 1926-1933
- Feldmaršal Sir Archibald Montgomery-Massingberd 1933-1936
- Feldmaršal Sir Cyril Deverell 1936-1937
- General John Vereker Gort 1937-1939
- Feldmaršal Sir Edmund Ironside 1939-1940
- Feldmaršal Sir John Dill 1940-1941
- Feldmaršal Sir Alan Brooke 1941-1946
- Feldmaršal Bernard Law Montgomery  1946-1948
- Feldmaršal Sir William Slim 1948-1952
- Feldmaršal Sir John Harding 1952-1955
- Feldmaršal Sir Gerald Templer 1955-1958
- Feldmaršal Sir Francis Festing 1958-1961
- General Sir Richard Hull 1961-1964